# Le Petit Lord Fauntleroy (film, 1921)
Pour les articles homonymes, voir Le Petit Lord Fauntleroy (homonymie).
Pour plus de détails, voir Fiche technique et Distribution.
Le Petit Lord Fauntleroy (titre original : Little Lord Fauntleroy) est un film muet américain réalisé par Alfred E. Green et Jack Pickford, sorti en 1921.

## Synopsis
Dans le New York du début des années 1880, "Dearest", la veuve du capitaine Errol, le fils cadet du comte de Dorincourt, et son jeune fils, Cedric, ont à peine de quoi survivre. Le comte, sans autre héritier, demande à son notaire, Haversham, de ramener d'Amérique le jeune Cedric pour qu'il soit éduqué avec le titre de Lord Fauntleroy. Quand ils arrivent au château, Dearest, faussement accusée de s'être mariée uniquement pour l'argent du capitaine, est obligée de vivre hors du château, pendant que Cedric, avec son caractère innocent, gagne les faveurs du comte.

Plus tard, Haversham arrive accompagné d'une femme, Minna, qui prétend que son propre fils est le parent le plus proche de Bevis, le fils aîné du comte, et qui réclame donc le titre pour lui. Lorsque des journaux de New York publient l'histoire accompagnée de photographies, les amis de Cedric (Dick, Hobbs et Mme McGinty) font le voyage vers l'Angleterre et déjouent le complot. 
Le comte est rempli de joie à cette nouvelle, il se réconcilie avec Dearest, et ils vivent tous les trois ensemble au château.

## Fiche technique
- Titre original : Little Lord Fauntleroy
- Titre français : Le Petit Lord Fauntleroy
- Réalisation : Alfred E. Green et Jack Pickford
- Scénario : Bernard McConville d'après le roman éponyme de Frances Hodgson Burnett
- Direction artistique : Stephen Goosson
- Photographie : Charles Rosher
- Musique : Louis F. Gottschalk
- Production : Mary Pickford
- Société de production : Mary Pickford Company
- Société de distribution : United Artists
- Pays d'origine :  États-Unis
- Langue originale : anglais
- Format : Noir et blanc — 35 mm — 1,37:1 — Muet
- Genre : drame
- Durée : 112 minutes
- Date de sortie :
  - États-Unis : aux environs du 11 septembre 1921 (première à New York)
- Licence : domaine public

## Distribution
- Mary Pickford : Cedric (Lord Fauntleroy) / "Dearest", sa mère
- Claude Gillingwater : Comte de Dorincourt
- Joseph J. Dowling : William Havisham
- James A. Marcus : Hobbs
- Kate Price : Mme McGinty
- Fred Malatesta : Dick
- Rose Dione : Minna
- Francis Marion : le fils de Minna
- Arthur Thalasso : le mari de Minna
- Colin Kenny : Bevis
- Emmett King : Révérend Mordaunt
- Madame De Bodamere : Mme Higgins